# Centaurea perrottettii
Centaurea perrottettii — вид квіткових рослин родини айстрових (Asteraceae). Ареал: Алжир, Бенін, Камерун, Чад, Гамбія, Гвінея, Гвінея-Бісау, Малі, Мавританія, Нігер, Нігерія, Сенегал.